# Ďurďošík
Ďurďošík (in ungherese Györgyi) è un comune della Slovacchia facente parte del distretto di Košice-okolie, nella regione di Košice.